# Afrodeezia
Afrodeezia – dziewiąty album studyjny Marcusa Millera, wydany przez Blue Note w 2015 roku.

## Lista utworów[3]
1. „Hylife” (6:59)
Komp. - Marcus Miller / Mamadou Cherif Soumano / Alune Wade
2. „B's River” (6:48)
Komp. - Marcus Miller
3. „Preacher's Kid (Song For William H)” (5:45)
Komp. - Marcus Miller / Alune Wade
4. „We Were There” (6:48)
Komp. - Djavan / Marcus Miller
5. „Papa Was a Rolling Stone” (6:06)
Komp. - Barrett Strong / Norman Whitfield
6. „I Still Believe I Hear (Je Crois Entendre Encore)” (feat: Ben Hong) (7:06)
Komp. - Georges Bizet
7. „Son of Macbeth” (6:11)
Komp. - Marcus Miller
8. „Prism (Interlude)” (0:29)
Komp. - Adam Agati / Louis Cato / Alex Han / Lee Hogans / Marcus Miller / Brett Williams
9. „Xtraordinary” (6:14)
Komp. - Marcus Miller
10. „Water Dance” (7:28)
Komp. - Marcus Miller
11. „I Can't Breathe” (feat: Chuck D / Mocean Worker) (5:08)
Komp. - Adam Dornblum / Marcus Miller / Carlton Ridenhour

## Nagrody i wyróżnienia
- "Najlepsze płyty jazzowe i okołojazzowe 2015 roku" według portalu Jazzsoul.pl: miejsce 18[4].